# Рудава (Воловський повіт)
Рудава (пол. Rudawa, нім. Seifrodau) — село в Польщі, у гміні Вінсько Воловського повіту Нижньосілезького воєводства.
Населення — 173 особи (2011).

## Демографія
Демографічна структура станом на 31 березня 2011 року:
|          | Загалом | Допрацездатний вік | Працездатний вік | Постпрацездатний вік |
| -------- | ------- | ------------------ | ---------------- | -------------------- |
| Чоловіки | 83      | 15                 | 61               | 7                    |
| Жінки    | 90      | 23                 | 49               | 18                   |
| Разом    | 173     | 38                 | 110              | 25                   |